# ロートン (アイオワ州)
ロートン（英: Lawton）は、アメリカ合衆国のアイオワ州ウッドベリー郡にある都市。スーシティ大都市圏に位置する。人口は908人（2010年国勢調査）。

## 地理
ロートンは北緯42度28分41秒 西経96度10分54秒 / 北緯42.47806度 西経96.18167度に位置する。
国勢調査局によると、市の総面積は1.84平方キロで、全域が陸地である。スーシティから国道20号線を東に7マイル行った、一面の肥よくな農業地帯にあり、スーシティのベッドタウンとみられている。

## 人口統計
2010年の国勢調査によると、市内には908人の342世帯、および238家族が住む。人口密度は491.0/平方キロ。住居数は352軒で、1平方キロに平均190.3軒が建つ。人種は白人が98.8%、アフリカ系が0.2%、ネイティブ・アメリカンが0.1%、アジア系が0.2%、混血が0.7%。人口に占めるヒスパニックないしラティーノの割合は0.4%である。
342世帯のうち38.0%は18歳以下の未成年を持ち、61.7%には結婚している夫婦がいる。5.8%は夫のいない妻が世帯主で、2.0%は妻のない夫が世帯主である。30.4%は血縁関係を持たない家族である。一人暮らしの世帯は27.8%で、そのうち独居老人が16.1%を占める。一世帯の平均構成人員は2.64人、一家族のそれは3.27人である。
市民の平均年齢は36.1歳である。18歳以下の住民が30.8%、18歳から24歳が6.6%、25歳から44歳が25.7%、45歳から64歳が22.7%、65歳以上が14.3%。男女比は男性が48.9%、女性が51.1%である。

## ゆかりの人物
- レッド・アンダーソン - プロ野球選手